# Кузийкурпяс і Маянхилу
Кузийкурпяс і Маянхилу (башк. «Ҡуҙыйкүрпәс менән Маянһылыу») — башкирське епічне сказання про кохання.

## Опис
Вперше був записаний і перекладений російською мовою на початку XIX століття і виданий у 1812 році Т. С. Бєляєвим в друкарні Казанського університету під найменуванням «Куз-Курпяч, башкирська повість, написана башкирською мовою одним курайчем і перекладена на російську в долинах гір Ріфейських, 1809 року». Ця повість розглядається як пам'ятка башкирської літератури початку XIX століття.
У 1938 році С. Г. Галімов записав одну з версій епосу «Кузийкурпяс і Маянхилу» зі слів своєї матері Уммугульсум Галімової в селі Тягишево Челябінської області.
У 1959 році А. Н. Кірєєвим записано два варіанти епосу зі слів 118-річної Бадерніси Афлятунової в селі Сарт-Абдрашево, а також кілька версій в різні роки — в селі Бакаєво Курганської області.
У 1962 році Н. Д. Шункаров записав ще одну версію епосу зі слів Гайши Галімової в поселенні Старе Соболево Челябінської області.
Загалом, починаючи з 30-х років XX століття в Башкортостані і сусідніх областях було записано понад 40 варіантів епічного твору. З них два варіанти епосу, а також версія Бєляєва, були опубліковані у багатотомному зводі «Башкирська народна творчість». В епічній оповіді «Кузийкурпяс і Маянхилу» оспівуються піднесені почуття любові, ідеали вільної особистості.
30 вересня 2002 року в Уфі в Національній бібліотеці імені Ахмет-Закі Валіді пройшла науково-практична конференція «Актуальні проблеми башкирського епосознавства», присвячена 190-річчю з дня першої публікації епосу «Кузийкурпес і Маянхилу».

## Сюжет
Сюжет виник у тюркських народів у середньовіччі, існував у кількох варіантах серед казахів, алтайців та інших народів, але найбільшого поширення набув у башкирів. В основі сюжету епосу «Кузийкурпяс і Маянхилу» лежить конфлікт, породжений звичаєм укладання шлюбних союзів між молодими людьми до їхнього народження, що призводить до загибелі головних персонажів епічного твору.
У стародавні часи біля одного озера жив рід башкирів, а недалеко від них кочували казахи. І вирішив башкирський бай видати свою малу доньку Маянхилу за сина багатого казаха. Син казаха був непоказний на обличчя, оскільки перехворів віспою. Коли настав час знайомити молодих, то Маянхилу, побачивши нареченого, зомліла.
А у батька Маянхилу працював пастухом добрий молодець з бідної сім'ї. Маянхилу, полюбивши його розуміла, що її батько за бідняка ні за що не віддасть доньку і вирішила піти з життя. Гірко плачучи, вона наплакала ціле озеро, назване Маян.
Якось Маянхилу пішла до лісу з подругами. Там вона розкидала свої прикраси на галявині і поки подруги їх збирали, вона встромила у себе кинджал.
Маян була похована, а вночі прийшов на її могилу Кузийкурпяс і теж покінчив з собою. Його поховали на цьому ж цвинтарі. Дерева над ними сплелися гілками, як люблячі серця після смерті.
Аналіз творів «Алдар і Зухра» і «Кузийкурпяс і Маянхилу» дозволяє багатьом дослідникам стверджувати, що ці твори були написані одним і тим самим автором.